# Familiarum Naturalium Regni Vegetabilis Monographicae
Familiarum Naturalium Regni Vegetabilis Monographicae, (abreujat Fam. Nat. Syn. Monogr.), és un llibre amb descripcions botàniques que va ser escrit pel botànic alemany, que va treballar a Weimar Max Joseph Roemer i publicat en 4 parts l'any 1846, amb el nom de Familiarum Naturalium Regni Vegetabilis Synopses Monographicae seu Enumeratio Omnium Plantarum hucusque Detectarum Secundum Ordines Naturales, Genera et Sepcies Digestarum, Additas Diagnosibus, Synonymis, Novarumque vel Minus Cognitarum Descriptionibus Curante M. J. Roemer. Fasc. i [-iv]... Vimarieae [Weimar].
Parts
1. 14 Sep-15 Oct 1846
2. Dec 1846
3. Apr 1847
4. May-Oct 1847